# Place Louis-Aragon (Colombes)
La place Louis-Aragon est un carrefour de communication situé à Colombes dans les Hauts-de-Seine,,.

## Situation et accès

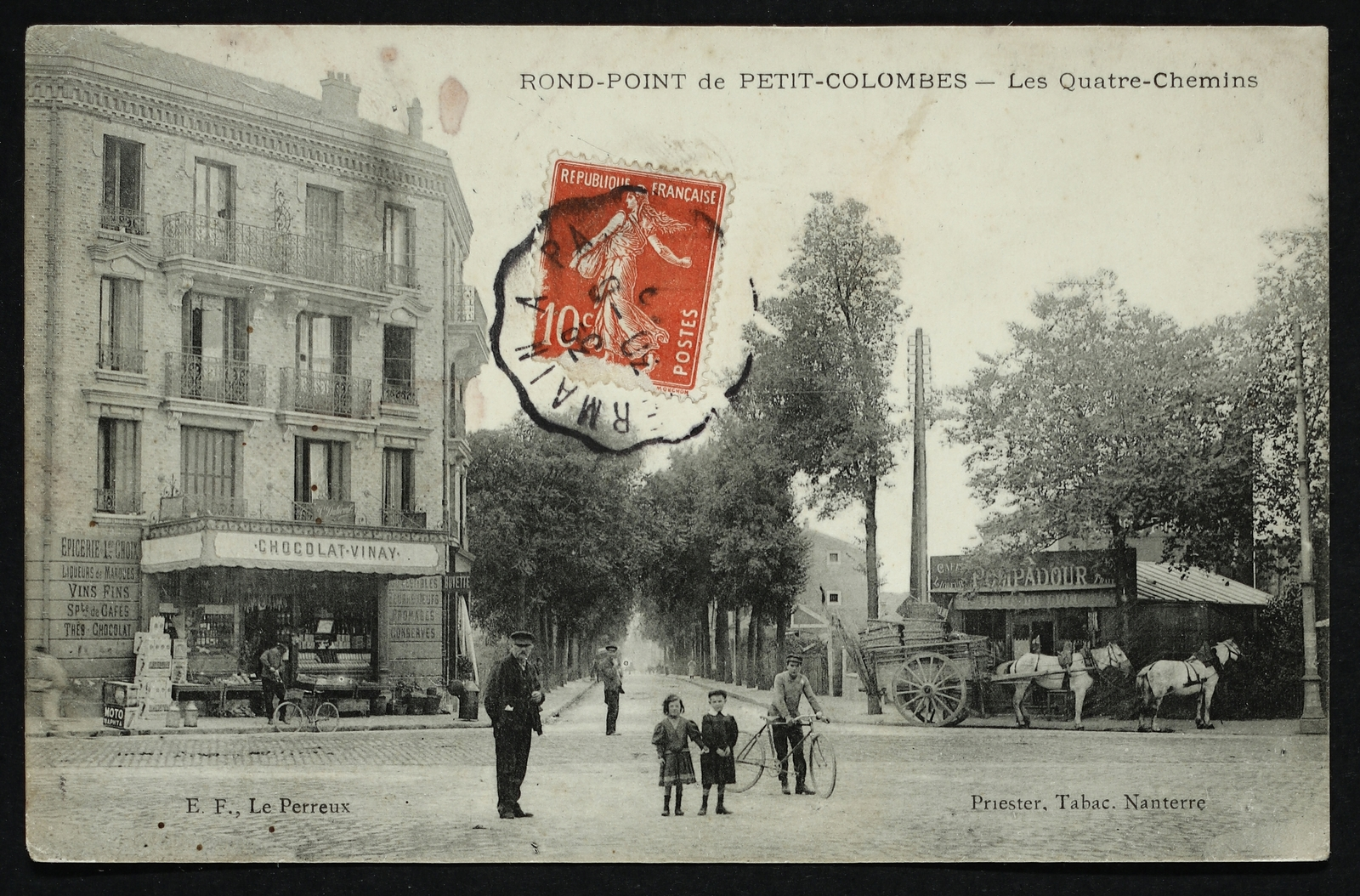
Petit-Colombes : Carrefour des Quatre-Chemins, vers 1900.

Elle est placée à l'intersection du boulevard Charles-de-Gaulle et de la rue Gabriel-Péri. Elle est desservie par la ligne 2 du tramway d'Île-de-France.

## Origine du nom
Cette place a été renommée en hommage à l’écrivain Louis Aragon (1897-1982).

## Historique

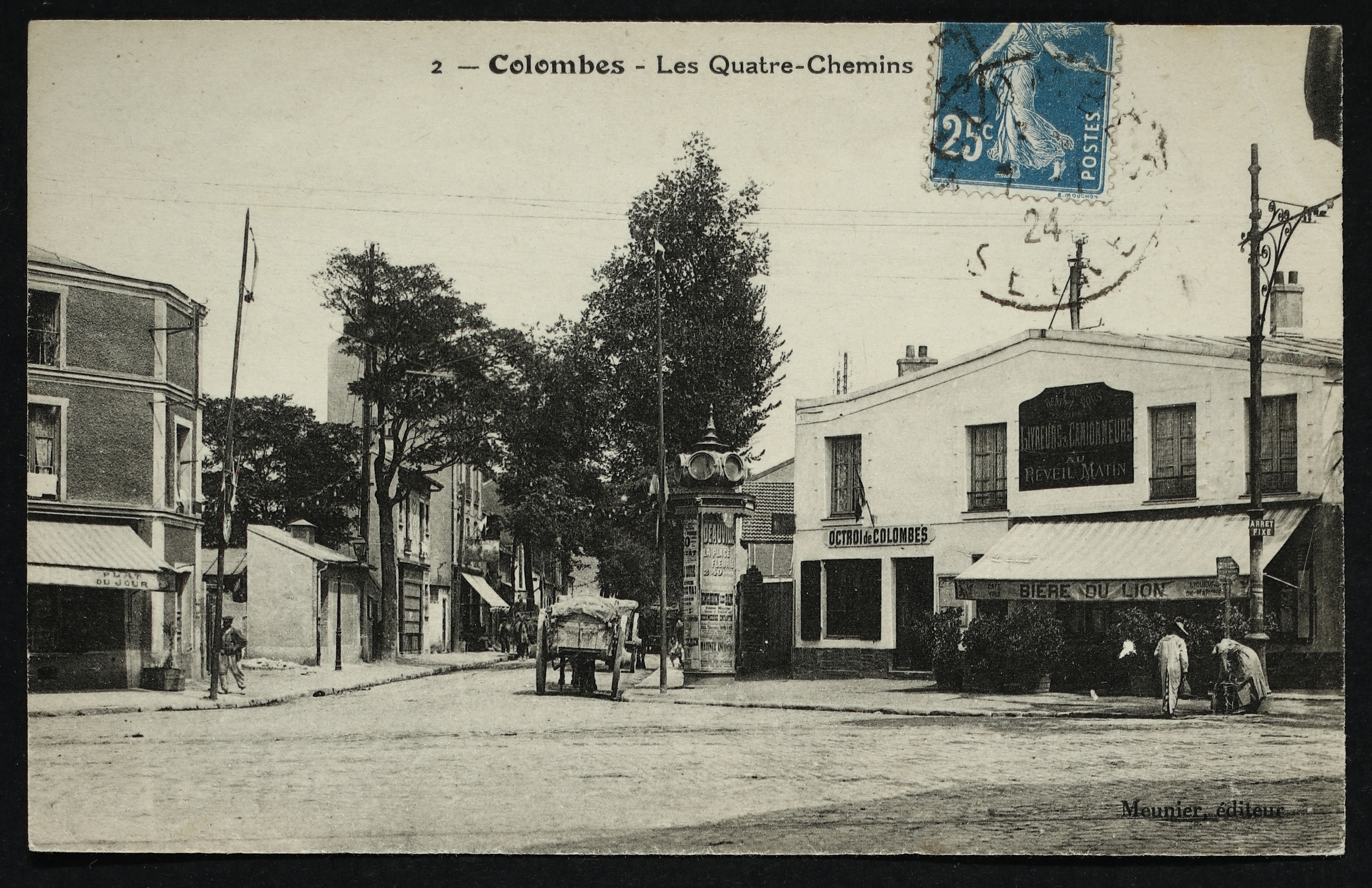
Colombes - Les Quatre-Chemins.

Dans les années 2010, cette place est réaménagée afin de redynamiser le quartier du Petit-Colombes.

## Bâtiments remarquables et lieux de mémoire
- Square Victor-Basch.